# Spoorbrug over het Noordhollandsch Kanaal
De Spoorbrug over het Noordhollandsch Kanaal in Alkmaar, overspant het Noordhollandsch Kanaal en maakt deel uit van de Spoorlijn Den Helder - Amsterdam en de Spoorlijn Alkmaar - Hoorn. Naast het beweegbare deel is er ook een vaste overspanning met een doorvaartbreedte van 7,75 meter en een doorvaarthoogte van 3,18 meter. Aan beide zijden van de spoorbrug zijn voetpaden.

## Historie
Eerder lag hier een ijzeren brug uit 1865.